# Lucía Caruso
Lucía Caruso (Mendoza, Argentina, 1980) es una compositora, pianista, directora artística y profesora de piano argentina; cofundadora de la orquesta Manhattan Camerata en Nueva York. Acuñó el término «música transclásica» para definir un estilo único de composición basado en técnicas de la música clásica y elementos culturales de todo el mundo, utilizando diferentes instrumentos y sonidos. Ganadora en tres ocasiones del Premio de la Sociedad Estadounidense de Compositores, Autores y Editores entre otros premios internacionales.

## Trayectoria
Caruso es licenciada en piano clásico por Manhattan School of Music, estudió la maestría en composición y música de cine en la Universidad de New York. En 2016, su composición Titania's lullaby se estrenó en la conmemoración del 400 aniversario de la muerte de Shakespeare en Reino Unido. Algunas de sus composiciones orquestales se han grabado en los estudios de Abbey Road y British Grove, con la Orquesta Metropolitana de Londres. Como solista, ha interpretado sus composiciones para piano y orquesta con la Orquesta Lamoureux, bajo la batuta de Fayçal Karoui. Junto con su esposo, Pedro Henriques da Silva, cofundó la compañía de música de cine Light and Sound Film Scoring, y colectivamente, Lucía y Pedro han compuesto la música de nueve películas, y dos partituras para obras maestras mudas para orquesta y coro completos.
Durante su carrera, Caruso se ha presentado en diferentes lugares del mundo como son los siguientes: Palacio de Versalles; Museo del Louvre; Jardín de las Tullerías; Lincoln Center; Weill Recital Hall del Carnegie Hall; Kennedy Center; Kew Royal Palace, en Londres; Stratford Arts House, en Reino Unido; Birmingham and Cheltenham Hall, en Reino Unido; Magazzini del Sale, en Venecia; Palacio de Montserrat; Auditorio Silvestre Revueltas, en México; Marble Hall, en Budapest. Asimismo, se ha presentado en Argentina, Chile, Brasil, Costa Rica, Israel, Corea del Sur y España.
Lucía Caruso protagonizó y compuso la música del largometraje documental Forte, una película sobre tres mujeres pioneras en las artes. Desde 2020 forma parte de la Asociación Argentina de Compositores.

## Obras
- Forte (2019)[8][9]
- Metro 20 (serie de televisión sobre realidad virtual, discapacidad y adolescencia) para Arte Francia: banda sonora.[10]
- Luz y Viento (2019): concierto para piano y orquesta[11]
- Death Metal Grandma (2018)[12][13]
- The Universe Echoes Back (2018)[14][15]
- Titania's lullaby (2016)[16]

## Reconocimientos
Lucía Caruso ha sido nominada y premiada con las siguientes distinciones:
- ASCAP (Sociedad Estadounidense de Compositores, Autores y Editores) Plus Award. (2015, 2016, 2020)
- Mejor Interpretación Instrumental en los International Portuguese Music Awards (IPMA). 2017
- Mejor Cineasta Emergente Documental en el Pabellón Americano del Festival de Cine de Cannes. 2019
- Segundo Premio en Composición en el Concurso Internacional de Piano; y Composición de World Piano Teachers Association. 2021.[5]
- Nominaciones en seis categorías de los Premios Grammy. 2021.

También ha sido distinguida con dos residencias de composición por la Fundación Sorel y en la Orquesta de Swan de Stratford-upon-Avon, en Reino Unido.

## Sobre la desigualdad de género en la industria de la música
En una reunión organizada en el año 2019 por la embajada de Perú ante la Organización de las Naciones Unidas y el Foro Internacional de las Mujeres, Caruso expuso la problemática de las desigualdades entre hombres y mujeres en la industria de la música y el cine, subrayando que, de cada 100 compositores de música para cine, por ejemplo, solamente dos o tres son mujeres. Algunos otros problemas asociados a la desigualdad de género en este ámbito que se mencionaron y discutieron en el evento fueron: la discriminación, el acoso sexual, la escasez de oportunidades para el progreso profesional, la brecha salarial y la falta de visibilidad, entre otros. Caruso destacó que la falta de conocimiento sobre estos temas es una de las razones que impide que haya un mayor acceso y reconocimiento hacia las mujeres en la industria de la música y el cine.